# Доні Штрбці
44°39′ пн. ш. 15°59′ сх. д. / 44.65° пн. ш. 15.99° сх. д.
Доній Штрбці (хорв. Donji Štrbci) — населений пункт у Хорватії, у Лицько-Сенській жупанії у складі громади Доній Лапаць.

## Населення
Населення за даними перепису 2011 року становило 14 осіб.
Динаміка чисельності населення поселення:

## Клімат
Середня річна температура становить 9,20 °C, середня максимальна – 23,28 °C, а середня мінімальна – -7,14 °C. Середня річна кількість опадів – 1263 мм.
| Клімат поселення                              | Клімат поселення | Клімат поселення | Клімат поселення | Клімат поселення | Клімат поселення | Клімат поселення | Клімат поселення | Клімат поселення | Клімат поселення | Клімат поселення | Клімат поселення | Клімат поселення | Клімат поселення |
| Показник                                      | Січ.             | Лют.             | Бер.             | Квіт.            | Трав.            | Черв.            | Лип.             | Серп.            | Вер.             | Жовт.            | Лист.            | Груд.            |                  |
| Середній максимум, °C                         | 6,72             | 8,05             | 11,54            | 15,56            | 20,04            | 23,28            | 22,86            | 22,32            | 18,71            | 14,72            | 9,21             | 4,89             |                  |
| Середня температура, °C                       | −0,21            | 1,11             | 4,63             | 8,62             | 13,11            | 16,35            | 18,54            | 17,98            | 14,39            | 10,40            | 4,88             | 0,57             |                  |
| Середній мінімум, °C                          | −7,14            | −5,8             | −2,29            | 1,69             | 6,18             | 9,43             | 14,22            | 13,66            | 10,05            | 6,07             | 0,56             | −3,76            |                  |
| Норма опадів, мм                              | 86               | 90               | 97               | 110              | 100              | 99               | 85               | 89               | 117              | 128              | 145              | 117              |                  |
| Середньомісячна швидкість вітру, м/с          | 1.65             | 1.78             | 2.04             | 2.04             | 1.87             | 1.65             | 1.62             | 1.52             | 1.54             | 1.64             | 1.77             | 1.83             |                  |
| Середньомісячна сонячна радіація, кДж/м²·день | 4592             | 7309             | 10807            | 15313            | 19330            | 21437            | 22978            | 19940            | 14785            | 9461             | 5111             | 3834             |                  |
| --------------------------------------------- | ---------------- | ---------------- | ---------------- | ---------------- | ---------------- | ---------------- | ---------------- | ---------------- | ---------------- | ---------------- | ---------------- | ---------------- | ---------------- |
| Джерело:                                      |                  |                  |                  |                  |                  |                  |                  |                  |                  |                  |                  |                  |                  |